# Eliza Logan
Eliza Logan, född 7 augusti 1827 i Philadelphia, Pennsylvania, död 15 januari 1872 i New York, var en amerikansk skådespelare. Hon hade en framgångsrik karriär i USA från 1841 till 1859, då hon företog flera turnéer och kallades "Ett av de finaste kvinnliga exemplen på den legitima dramatiken i Amerika".